# Willy Semmelrogge
Willy Semmelrogge, pseudonimo di Willi Liborius Semmelrogge (Berlino, 15 marzo 1923 – Berlino, 10 aprile 1984), è stato un attore e regista tedesco.

## Biografia
Nato a Berlino, cresce a Weimar, dopo il periodo come intendente a Erfurt, inizia la carriera nello spettacolo alla Deutsche Film AG (DEFA) nel 1954.
Dal 1955 inizia a recitare per produzioni televisive. Dal 1974 sarà al fianco di Hansjörg Felmy in Tatort in 20 episodi come assistente del commissario Haferkamp Willi Kreutzer di Essen. 
Nel 1974 recita per Werner Herzog nel film Kaspar Hauser Jeder für sich und Gott gegen alle e successivamente nel 1979 in Woyzeck. In Die Vorstadtkrokodile Semmelrogge nel 1977 fu il tenutario del campo di minigolf. È noto anche per aver recitato in diversi episodi di Der Kommissar, L'ispettore Derrick e Der Alte.
Willy Semmelrogge muore a 61 anni per una intossicazione alimentare da pesce. Era il padre degli attori Martin Semmelrogge e Joachim Bernhard e nonno di Dustin e Joanna Semmelrogge.

## Filmografia parziale
- 1955: Der Teufel vom Mühlenberg
- 1956: Schmutzige Hände
- 1956: Philemon und Baucis
- 1957: Der Richter und sein Henker
- 1958: Besuch aus der Zone
- 1958: Der kaukasische Kreidekreis
- 1959: Menschen im Netz
- 1959: Konto ausgeglichen
- 1960: Der Schlagbaum
- 1960: Der Hauptmann von Köpenick
- 1963: Fernfahrer – Frachtbrief Nr. 1012
- 1963: Orden für die Wunderkinder
- 1964: Die Physiker
- 1964: Der Hund des Generals
- 1964: Flug in Gefahr
- 1964: Kommissar Freytag – Damals in Leverkusen
- 1964–1966: Der Nachtkurier meldet …
- 1965: Das Kriminalmuseum – (Folge 16) Der Ring
- 1965: Mordnacht in Manhattan
- 1966: Das Kriminalmuseum – (Folge 21) Der Koffer
- 1966: Zehn Prozent (Fernsehfilm)
- 1967: Bericht eines Feiglings (Fernsehfilm)
- 1967: Siedlung Arkadien
- 1967: Verbrechen mit Vorbedacht
- 1968: Der Griller
- 1969: Aktenzeichen XY … ungelöst (Fernsehreihe, Sendung vom 9. Mai 1969)
- 1969: Ende eines Leichtgewichts (Fernsehfilm)
- 1970: Mord im Pfarrhaus
- 1970: Unter Kuratel
- 1970: Die seltsamen Methoden des Franz Josef Wanninger – Hochspannung
- 1972: Der Kommissar – Die Tote im Park
- 1972: Pinocchio (Le avventure di Pinocchio) (Fernseh-Miniserie)
- 1972: Tatort: Rattennest
- 1973: Kara Ben Nemsi Effendi (2 Folgen)
- 1973: Hamburg Transit – Ein schöner Nachmittag
- 1973: Der Kommissar – Der Geigenspieler
- 1974: Kaspar Hauser – Jeder für sich und Gott gegen alle
- 1974–1980: Tatort als Willy Kreutzer:
  - 1974: Tatort: Acht Jahre später
  - 1974: Tatort: Zweikampf
  - 1974: Tatort: Gefährliche Wanzen
  - 1974: Tatort: Der Mann aus Zimmer 22
  - 1975: Tatort: Wodka Bitter-Lemon
  - 1975: Tatort: Die Abrechnung
  - 1975: Tatort: Treffpunkt Friedhof
  - 1976: Tatort: Zwei Leben
  - 1976: Tatort: Fortuna III
  - 1976: Tatort: Abendstern
  - 1977: Tatort: Spätlese
  - 1977: Tatort: Drei Schlingen
  - 1977: Tatort: Das Mädchen von gegenüber
  - 1978: Tatort: Rechnung mit einer Unbekannten
  - 1978: Tatort: Lockruf
  - 1978: Tatort: Der Feinkosthändler
  - 1979: Tatort: Die Kugel im Leib
  - 1979: Tatort: Ein Schuß zuviel
  - 1979: Tatort: Schweigegeld
  - 1980: Tatort: Der Zeuge
  - 1980: Tatort: Schußfahrt
  - 1980: Tatort: Schönes Wochenende
  - 1980: Tatort: Herzjagd
- 1975: Die Halde
- 1976: Die Affäre Lerouge
- 1977: Die Vorstadtkrokodile
- 1978: Auf Achse – Thessalische Nacht
- 1978: Lady Audleys Geheimnis – Fernsehfilm
- 1979: Woyzeck
- 1981: Quartett bei Claudia
- 1981: L'ispettore Derrick – Prozente
- 1982: Der Androjäger
- 1982: Die Krimistunde (Fernsehserie, Folge 2, Episode: „Mein kleiner Betrüger“)
- 1982: Zwei Tote im Sender und Don Carlos im PoGl
- 1984: Schwarz Rot Gold – Um Knopf und Kragen
- 1984: Il commissario Köster: Von Mord war nicht die Rede
- 1984: Die Krimistunde (Fernsehserie, Folge 12, Episode: „Eiskalt und tödlich“)

## Teatro (parziale)
Städtische Bühnen Erfurt

### Regia
- 1952: Herb Tank: Tanker Nebraska
- 1952: Gotthold Ephraim Lessing: Minna von Barnhelm
- 1952: Miloslav Stehlik: Der Weg ins Leben
- 1953: Friedrich Schiller: Wilhelm Tell

### Attore
- 1952: George Bernard Shaw: Die heilige Johanna, regia di Adolf-Peter Hoffmann
- 1953: Johann Wolfgang von Goethe: Faust, regia di Adolf-Peter Hoffmann
- 1953: Georgi Mdiwami: Wo der Schuh drückt, regia di Willy Semmelrogge
- 1953: Gerhart Hauptmann: Der Biberpelz, regia di Helfried Schöbel
- 1954: Miguel Cervantes: Das wundertätige Puppentheater, regia di Willy Semmelrogge